# 토난친 카르멜로
토난친 카르멜로(Tonantzin Carmelo, 1976년 4월 1일 ~ )는 미국의 배우이다.